# مقبس تكنولوجي متقدم متوازي
مقبس تكنولوجي أو تقني متقدم متوازي (بالإنجليزية: Parallel Advanced Technology Attachment)‏ ويختصر إلى PATA هو وصلة كهربائية قياسية لوصل وحدات التخزين مثل الأقراص الصلبة، والأقراص المرنة، ومشغلات الأقراص البصرية في الحواسيب. هذا المعيار القياسي يدار بواسطة اللجنة الدولية لمقاييس تقنية المعلومات، وهذا المعيار يستخدم معياري AT Attachment وAT Attachment Packet InterfaceKML.